# Nahio
Nahio  è una città e sottoprefettura della Costa d'Avorio appartenente al dipartimento di Issia. Conta una popolazione di 27 034 abitanti (censimento 2014).